# Godnje
Godnje je naselje v Občini Sežana.